# Zuidoost-Europa

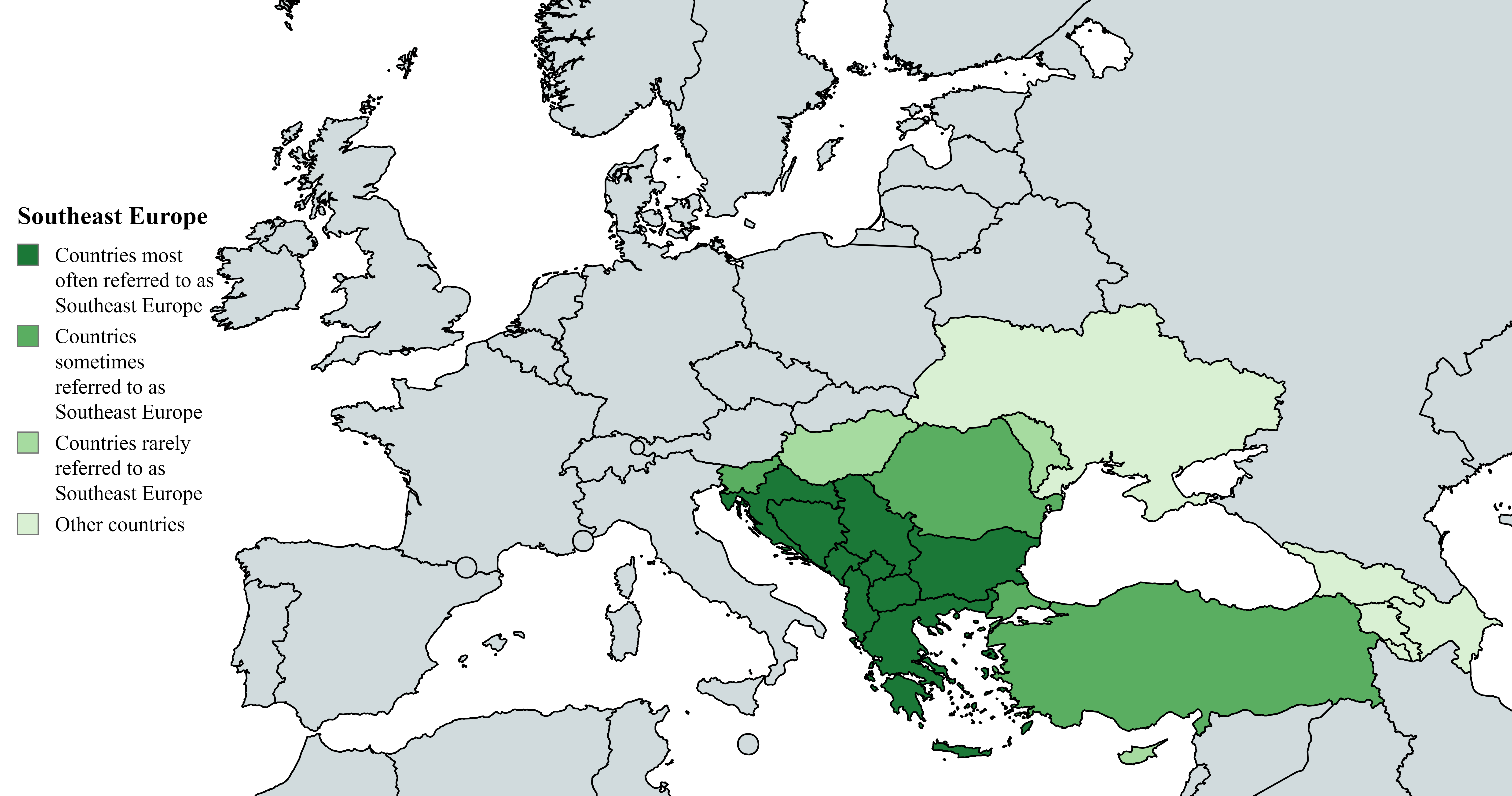
De donkergroene landen worden in elk geval tot Zuidoost-Europa gerekend.

Zuidoost-Europa is een gebied in het zuidoosten van Europa. Het Balkanschiereiland staat ongeveer gelijk aan dit gebied. Deze naam heeft voor veel mensen een negatieve connotatie. Veel landen rekenen zichzelf niet tot de Balkan, maar wel tot Zuidoost-Europa.
Tot Zuidoost-Europa behoren in elk geval de volgende landen:
- Albanië
- Bosnië en Herzegovina
- Bulgarije
- Griekenland
- Kosovo
- Kroatië
- Montenegro
- Noord-Macedonië
- Roemenië
- Servië
- Turkije (Europees deel)

Centraal-Europa ·
Noord-Europa ·
Oost-Europa ·
West-Europa ·
Zuid-Europa ·
Zuidoost-Europa ·
Zuidwest-Europa

Balkan ·
Balticum ·
Britse Eilanden ·
Fennoscandinavië ·
Iberië ·
Kaukasus ·
Nederlanden ·
Noordse landen ·
Romania ·
Scandinavië

MOE-landen ·
Oostblok ·
Westblok